# 山田文雄 (平安時代)
山田 文雄（やまだ の ふみお）は、平安時代初期から前期にかけての貴族。姓は宿禰。官位は従五位下・大和介。

## 経歴
仁明朝の承和9年（842年）に右大史の官職にあったが、来日した渤海使・賀福延らが滞在する鴻臚館へ派遣され、使節らに時服を与える役目を果たしている。承和10年（843年）外従五位下・大和介に叙任される。承和15年（848年）勘解由次官として京官に復す。
嘉祥3年（850年）文徳天皇の即位後に備後介に遷ると、斉衡3年（856年）に河内介と、文徳朝ではもっぱら地方官を務め、この間の仁寿4年（854年）に内位の従五位下に叙せられている。
清和朝の貞観5年（863年）散位頭に任ぜられて京官に復すが、貞観8年（866年）に大和介に再任されている。

## 官歴
『六国史』による。
- 時期不詳：正六位上
- 承和9年（842年） 4月1日：見右大史
- 承和10年（843年） 正月11日：外従五位下。正月12日：大和介
- 承和15年（848年） 5月28日：勘解由次官
- 嘉祥3年（850年） 6月19日：備後介
- 仁寿4年（854年） 正月7日：従五位下（内位）
- 斉衡3年（856年） 正月12日：河内介
- 貞観5年（863年） 3月19日：散位頭
- 時期不詳：散位
- 貞観8年（866年） 正月13日：大和介